# 신시도초등학교 야미도분교
신시도초등학교 야미도분교(新侍島初等學校 夜味島分)는 대한민국 전북특별자치도 군산시 옥도면 야미도리에 있었던 공립 초등학교이다.

## 학교 연혁
- 1955년 3월 19일: 신시국민학교 야미도분교장으로 개교
- 1970년 3월 1일: 야미도국민학교로 승격
- 1983년 3월 1일: 신시도국민학교 야미도분교장으로 격하, 신시국민학교로 재편입
- 1996년 3월 1일: 신시초등학교 야미도분교장으로 개칭
- 2024년 2월 29일: 폐교, 신시도초등학교 통합, 69년만에 폐업

## 참고 자료
- 신시도초등학교야미도분교장 - 한국교육학술정보원 학교알리미